# Sierra de Tilcara
La sierra de Tilcara es una formación montañosa ubicada en la provincia de Jujuy, en el extremo noroeste de Argentina. Su elevación máxima es 4500 m s. n. m. Sobre su base oeste se asienta la localidad de Tilcara.
La sierra de Tilcara, esta orientada en dirección norte sur y forma parte de las serranías que definen las laderas orientales de la quebrada de Humahuaca. En la sierra de Tilcara tiene sus nacientes el río Huasamayo y el arroyo de Chilcahuada. En la cuenca del río Huasamayo existen numerosas construcciones prehispánicas relacionadas con el aprovechamiento de su agua para riego.
En el sector sur de la sierra de Tilcara se han encontrado minerales fosfáticos.